# Instituto Internacional para la Paz
El Instituto Internacional para la Paz (IIP, en inglés International Institute for Peace) fue fundado en Viena en 1956 y refundado por Erwin Lanc en 1989.
No debe confundirse con el Instituto Internacional de la Paz (IPI por sus siglas en inglés, International Peace Institute). 

El IIP se describe a sí mismo del modo siguiente:
«El Instituto Internacional para la Paz (IIP) es una  organización no gubernamental (ONG) internacional, con estatus consultivo en el ECOSOC y la UNESCO. El IIP persigue el objetivo de contribuir al mantenimiento y fortalecimiento de la paz a través de sus actividades de investigación y como plataforma para promover la resolución no violenta de conflictos en diferentes zonas del mundo y entre un amplio rango de gente.»
Tiene estatus consultivo en el Consejo Económico y Social de las Naciones Unidas (ECOSOC) y la Organización de las Naciones Unidas para la Educación, la Ciencia y la Cultura (UNESCO). Su presidente actual es el doctor Hannes Swoboda.
Según el doctor Julian Lewis, que hace campaña contra el movimiento pacifista, el IIP fue «establecido por el Kremlin después de que el Consejo Mundial de la Paz (WPC por sus siglas en inglés) fuera expulsado de Austria por subversión.» Según otra fuente el IIP se fundó a iniciativa del WPC, y según J.G.Barlow, de la Fundación Heritage, el WPC, tras ser expulsado de Viena, utilizó como tapadera al IIP.
Después de 1989 Erwin Lanc refundó el Instituto Internacional para la Paz como organización no gubernamental e introdujo nuevos estatutos. Desde 1989 el IIP es una asociación austriaca según la ley austriaca y es independiente de cualquier Estado.